# Andrés Corpancho
Andrés Eduardo Corpancho Fort (* 1. Dezember 1984) ist ein peruanischer Badmintonspieler. 

## Karriere
Andrés Corpancho siegte 2007 und 2008 bei den Puerto Rico International. 2008 war er auch bei den Miami PanAm International und den Peru International erfolgreich. 2010 erkämpfte er sich drei Medaillen bei den Südamerikaspielen.

## Sportliche Erfolge
| Saison | Veranstaltung             | Disziplin    | Platz | Name                                |
| ------ | ------------------------- | ------------ | ----- | ----------------------------------- |
| 2007   | Puerto Rico International | Mixed        | 1     | Andrés Corpancho / Valeria Rivero   |
| 2008   | Miami PanAm International | Mixed        | 1     | Andrés Corpancho / Cristina Aicardi |
| 2008   | Puerto Rico International | Mixed        | 1     | Andrés Corpancho / Katherine Winder |
| 2008   | Peru International        | Mixed        | 1     | Andrés Corpancho / Cristina Aicardi |
| 2010   | Südamerikaspiele          | Herrendoppel | 3     | Andrés Corpancho / Bruno Monteverde |
| 2010   | Südamerikaspiele          | Herreneinzel | 3     | Andrés Corpancho                    |
| 2010   | Südamerikaspiele          | Team         | 1     | Peru                                |